# Schickedanz Open 2000
Lo Schickedanz Open 2000 è stato un torneo di tennis facente parte della categoria ATP Challenger Series nell'ambito dell'ATP Challenger Series 2000. Il torneo si è giocato a Fürth in Germania dal 5 all'11 giugno 2000 su campi in terra rossa.

## Vincitori

### Singolare
Irakli Labadze ha battuto in finale  Daniel Elsner con il punteggio di 6–4, 6–4

### Doppio
Germán Puentes /  Eduardo Nicolas hanno battuto in finale  Devin Bowen /  Brandon Coupe con il punteggio di 6–4, 6–2